# John Patrick Lowrie
John Patrick Lowrie (Honolulu, 28 giugno 1952) è un doppiatore statunitense noto principalmente per i suoi doppiaggi in alcuni videogiochi di Valve Corporation, come Team Fortress 2 e Dota 2.

## Biografia
Nasce nel 1952 ad Honolulu, Hawaii ma cresce a Boulder, Colorado fino al sedicesimo anno d'età quando decide di diventare un musicista di un gruppo musicale rock vivendo per strada o in qualche comunità Hippie. Successivamente decide di proseguire gli studi, diplomandosi all'Indiana University School of Music con il massimo dei voti. Grazie al diploma lavora come compositore e chitarrista nel duo acustico The Kiethe Lowrie Duet, ricevendo una buona accoglienza dalla critica e facendosi notare a gruppi più famosi. 
John decide di provare la carriera di attore spinto dalla necessità di trovare un lavoro più stabile. Conosce Ellen McLain ad Arnhem, Paesi Bassi durante un tour di uno show di Broadway. John ed Ellen vivono ora a Seattle dove insieme lavorano come doppiatori di personaggi di videogiochi e di radiodrammi.

## Carriera
John Patrick Lowrie ha prestato la voce ai personaggi di The Suffering e The Suffering: Ties That Bind, Total Annihilation, The Operative: No One Lives Forever e No One Lives Forever 2: A Spy in H.A.R.M.'s Way, per i giochi della Valve Half-Life 2 (Odessa Cubbage, alcuni cittadini di City 17 ed alcuni membri della resistenza), Half-Life 2: Episode One (cittadini e membri della resistenza), Half-Life 2: Episode Two (membri della resistenza), Left 4 Dead (John, un sopravvissuto che, insieme alla moglie, offre trasporto ai protagonisti con la sua barca), Team Fortress 2 (il Cecchino) e numerosi eroi in Dota 2.